# Advance Australia Fair
Advance Australia Fair is sinds 1984 het officiële volkslied van Australië.
Advance Australia Fair werd geschreven door de in Schotland geboren componist Peter Dodds McCormick en werd in 1878 voor het eerst uitgevoerd. In 1977 werd er een referendum gehouden over het volkslied van Australië. Advance Australia Fair kreeg hierbij de meeste stemmen (43,29%). Het toenmalige volkslied God Save the Queen behaalde een derde plaats met 18,78% van de stemmen. Op 19 april 1984 werd het lied officieel aangenomen als het volkslied van Australië.

## Tekst
De oorspronkelijke tekst bestond uit vier coupletten. Hiervan is het eerste couplet hetzelfde gebleven bij de aanname van het lied als volkslied, maar zijn de andere drie coupletten vervallen en vervangen door een nieuwe tekst. De reden hiervoor was dat veel inwoners de Britse rol in deze coupletten te groot vonden.

## Nederlandse vertaling
Deze is te vinden op Wikisource

## Engelse tekst uit 1878
Australia's sons let us rejoice, For we are young and free;
We've golden soil and wealth for toil, Our home is girt by sea;
Our land abounds in Nature's gifts Of beauty rich and rare;
In hist'ry's page, let ev'ry stage Advance Australia fair.
In joyful strains then let us sing, Advance Australia fair.
When gallant Cook from Albion sailed, To trace wide oceans o'er,
True British courage bore him on, Til he landed on our shore.
Then here he raised Old England's flag, The standard of the brave;
"With all her faults we love her still" "Britannia rules the wave."
In joyful strains then let us sing Advance Australia fair.
While other nations of the globe Behold us from afar,
We'll rise to high renown and shine Like our glorious southern star;
From England soil and Fatherland, Scotia and Erin fair,
Let all combine with heart and hand To Advance Australia fair.
In joyful strains then let us sing Advance Australia fair.
Should foreign foe e'er sight our coast, Or dare a foot to land,
We'll rouse to arms like sires of yore, To guard our native strand;
Britannia then shall surely know, Though oceans roll between,
Her sons in fair Australia's land Still keep their courage green.
In joyful strains then let us sing Advance Australia fair.